# Великий рибосомний білок P0
Великий рибосомний білок P0 (англ. Ribosomal protein lateral stalk subunit P0) – білок, який кодується геном RPLP0, розташованим у людей на короткому плечі 12-ї хромосоми.  Довжина поліпептидного ланцюга білка становить 317 амінокислот, а молекулярна маса — 34 274.
| 10         |  | 20         |  | 30         |  | 40         |  | 50         |
| ---------- |  | ---------- |  | ---------- |  | ---------- |  | ---------- |
| MPREDRATWK |  | SNYFLKIIQL |  | LDDYPKCFIV |  | GADNVGSKQM |  | QQIRMSLRGK |
| AVVLMGKNTM |  | MRKAIRGHLE |  | NNPALEKLLP |  | HIRGNVGFVF |  | TKEDLTEIRD |
| MLLANKVPAA |  | ARAGAIAPCE |  | VTVPAQNTGL |  | GPEKTSFFQA |  | LGITTKISRG |
| TIEILSDVQL |  | IKTGDKVGAS |  | EATLLNMLNI |  | SPFSFGLVIQ |  | QVFDNGSIYN |
| PEVLDITEET |  | LHSRFLEGVR |  | NVASVCLQIG |  | YPTVASVPHS |  | IINGYKRVLA |
| LSVETDYTFP |  | LAEKVKAFLA |  | DPSAFVAAAP |  | VAAATTAAPA |  | AAAAPAKVEA |
| KEESEESDED |  | MGFGLFD    |  |            |  |            |  |            |

A: Аланін

C: Цистеїн

D: Аспарагінова кислота

E: Глутамінова кислота

F: Фенілаланін

G: Гліцин

H: Гістидин

I: Ізолейцин

K: Лізин

L: Лейцин

M: Метіонін

N: Аспарагін

P: Пролін

Q: Глутамін

R: Аргінін

S: Серин

T: Треонін

V: Валін

W: Триптофан

Цей білок за функціями належить до рибонуклеопротеїнів, рибосомних білків. 
Задіяний у такому біологічному процесі як взаємодія хазяїн-вірус. 
Локалізований у цитоплазмі, ядрі.